# Venta de Baños
Venta de Baños är en kommun i Spanien. Den ligger i provinsen Provincia de Palencia och regionen Kastilien och Leon, i den centrala delen av landet, 180 km norr om huvudstaden Madrid. Antalet invånare är 6 472.